# Stanisław Wałek
Stanisław Wałek (ur. 28 maja 1928 w Dębicy, zm. 29 maja 2009) – polski lekkoatleta, sprinter.
Podczas okupacji niemieckiej w latach 1943-1945 był żołnierzem 1 pułku strzelców podhalańskich AK. W 1951 ukończył AWF w Krakowie.
Był mistrzem Polski w sztafecie 4 × 100 metrów, sztafecie 4 × 200 metrów, sztafecie 4 × 400 metrów i sztafecie olimpijskiej w 1950 oraz w sztafecie 4 × 400 metrów w 1952.
Był rekordzistą Polski w klubowej sztafecie 4 × 100 metrów (43,8 s 14 sierpnia 1950 w Krakowie).
Rekordy życiowe:
| Konkurencja        | Data i miejsce                | Wynik |
| ------------------ | ----------------------------- | ----- |
| bieg na 100 metrów | 1950                          | 11,2  |
| bieg na 200 metrów | 25 czerwca 1950, Kraków       | 22,6  |
| bieg na 400 metrów | 9 października 1948, Jarosław | 50,4  |

Był zawodnikiem Ogniwa-Cracovii (1949-1951, od 1950 noszącego nazwę Ogniwo Kraków) i OWKS Kraków (1952).
Odznaczenia:
- Medal Wojska – 1946 Londyn
- Krzyż Armii Krajowej – 1988, Londyn